# John Duncan (calciatore)
John Duncan, all'anagrafe John Pearson Duncan (Dundee, 22 febbraio 1949 – 8 ottobre 2022), è stato un calciatore e allenatore di calcio britannico, di ruolo attaccante.

## Palmarès

### Giocatore

#### Competizioni regionali
- Forfarshire Cup: 3

Dundee United: 1968-1969, 1971-1972, 1974-1975

### Allenatore

#### Competizioni nazionali
- Campionato inglese di quarta divisione: 1

Chesterfield: 1984-1985